# Diocesi di Reno
La diocesi di Reno (in latino Dioecesis Renensis) è una sede della Chiesa cattolica negli Stati Uniti d'America suffraganea dell'arcidiocesi di Las Vegas. Nel 2022 contava 114.000 battezzati su 773.214 abitanti. È retta dal vescovo Daniel Henry Mueggenborg.

## Territorio
La diocesi si estende nella parte settentrionale del Nevada negli Stati Uniti d'America e comprende la città di Carson City e le contee di Churchill, Douglas, Elko, Eureka, Humboldt, Lander, Lyon, Mineral, Pershing, Storey e Washoe.
Sede vescovile è la città di Reno, dove si trova la cattedrale di San Tommaso d'Aquino (St. Thomas Aquinas).
Il territorio si estende su 183.506 km² ed è suddiviso in 28 parrocchie.

## Storia
La diocesi di Reno fu eretta il 27 marzo 1931 con la bolla Pastoris aeterni di papa Pio XI, ricavandone il territorio dalle diocesi di Salt Lake (oggi diocesi di Salt Lake City) e di Sacramento.
Il 13 ottobre 1976, in forza del decreto In dioecesis Renensis della Congregazione per i vescovi, la chiesa dell'Angelo Custode di Las Vegas fu elevata al rango di concattedrale della diocesi, che assunse il nome di "diocesi di Reno-Las Vegas".
Il 21 marzo 1995 la diocesi si divise, dando origine alla presente diocesi di Reno e alla diocesi di Las Vegas (oggi arcidiocesi).
Originariamente suffraganea dell'arcidiocesi di San Francisco, il 30 maggio 2023 è entrata a far parte della provincia ecclesiastica di Las Vegas.

## Cronotassi dei vescovi
Si omettono i periodi di sede vacante non superiori ai 2 anni o non storicamente accertati.
- Thomas Kiely Gorman † (24 aprile 1931 - 8 febbraio 1952 nominato vescovo coadiutore di Dallas[1])
- Robert Joseph Dwyer † (19 maggio 1952 - 9 dicembre 1966 nominato arcivescovo di Portland)
- Michael Joseph Green † (11 marzo 1967 - 6 dicembre 1974 dimesso)
- Norman Francis McFarland † (10 febbraio 1976 - 29 dicembre 1986 nominato vescovo di Orange in California)
- Daniel Francis Walsh (9 giugno 1987 - 21 marzo 1995 nominato vescovo di Las Vegas)
- Philip Francis Straling (21 marzo 1995 - 21 giugno 2005 dimesso)
- Randolph Roque Calvo (23 dicembre 2005 - 20 luglio 2021 dimesso)
- Daniel Henry Mueggenborg, dal 20 luglio 2021

## Statistiche
La diocesi nel 2022 su una popolazione di 773.214 persone contava 114.000 battezzati, corrispondenti al 14,7% del totale.
| anno | popolazione | popolazione | popolazione | presbiteri | presbiteri | presbiteri | presbiteri                | diaconi | religiosi | religiosi | parrocchie |
| anno | battezzati  | totale      | %           | numero     | secolari   | regolari   | battezzati per presbitero | diaconi | uomini    | donne     | parrocchie |
| ---- | ----------- | ----------- | ----------- | ---------- | ---------- | ---------- | ------------------------- | ------- | --------- | --------- | ---------- |
| 1950 | 23.100      | 130.000     | 17,8        | 48         | 48         |            | 481                       |         |           | 56        | 26         |
| 1966 | 83.172      | 472.301     | 17,6        | 76         | 61         | 15         | 1.094                     |         | 28        | 165       | 35         |
| 1970 | 86.000      | 517.553     | 16,6        | 90         | 52         | 38         | 955                       |         | 49        | 178       | 37         |
| 1976 | 95.000      | 550.000     | 17,3        | 84         | 49         | 35         | 1.130                     | 1       | 47        | 133       | 40         |
| 1980 | 111.000     | 654.000     | 17,0        | 97         | 49         | 48         | 1.144                     | 1       | 64        | 131       | 41         |
| 1990 | 157.000     | 1.106.450   | 14,2        | 98         | 62         | 36         | 1.602                     | 9       | 47        | 100       | 48         |
| 1999 | 64.870      | 527.778     | 12,3        | 36         | 25         | 11         | 1.801                     | 8       | 3         | 36        | 28         |
| 2000 | 66.941      | 542.052     | 12,3        | 45         | 33         | 12         | 1.487                     | 9       | 15        | 35        | 28         |
| 2001 | 114.726     | 573.630     | 20,0        | 46         | 35         | 11         | 2.494                     | 8       | 14        | 36        | 28         |
| 2002 | 115.138     | 575.690     | 20,0        | 42         | 33         | 9          | 2.741                     | 8       | 12        | 37        | 28         |
| 2003 | 119.716     | 598.578     | 20,0        | 44         | 35         | 9          | 2.720                     | 10      | 12        | 37        | 28         |
| 2004 | 91.973      | 607.459     | 15,1        | 42         | 32         | 10         | 2.189                     | 11      | 13        | 37        | 28         |
| 2010 | 132.982     | 835.000     | 15,9        | 50         | 43         | 7          | 2.659                     | 25      | 10        | 34        | 28         |
| 2014 | 136.900     | 860.000     | 15,9        | 48         | 43         | 5          | 2.852                     | 29      | 8         | 23        | 28         |
| 2017 | 106.965     | 717.891     | 14,9        | 47         | 43         | 4          | 2.275                     | 29      | 7         | 20        | 28         |
| 2020 | 108.650     | 734.787     | 14,8        | 48         | 46         | 2          | 2.263                     | 29      | 4         | 15        | 28         |
| 2022 | 114.000     | 773.214     | 14,7        | 46         | 46         |            | 2.478                     | 29      | 2         | 13        | 28         |